# 丹·阿格拉
丹·阿格拉（英語：Daniel Cooley Uggla，1980年3月11日—）出生於路易維爾 (肯塔基州)，曾為美國職棒大聯盟亞特蘭大勇士的二壘手，他是大聯盟歷史上第一位連續四年球季擊出30發以上全壘打的二壘手。

## 小聯盟生涯
阿格拉是在2001年大聯盟選秀會上在第11輪（338名）被亞利桑那響尾蛇所選中的球員，雙方簽下5年的合約。阿格拉是在短期1A Yakima Bears開始他的小聯盟生涯，總計在小聯盟的有0.276打擊率、0.341上壘率、64發全壘打、311分打點及62次盜壘成功。2005年，阿格拉在2A開始球季，並在球季結束以後進入冬季聯盟，並有優異表現，但因為沒有被球隊加入40人名單中，而被佛羅里達馬林魚經由規則五選秀（Rule 5 Draft）給選手。

## 大聯盟生涯

### 佛羅里達馬林魚
2006年球季，阿格拉為球隊的先發球員，開始他的大聯盟生涯，初登板是面對休士頓太空人，先發投手是安迪·派提特，這場比賽他獲得1次保送和1次三振，沒有擊出安打。4月13日，在對聖地牙哥教士的比賽中，從對方的先發投手Dewon Brazelton擊出他在大聯盟生涯的第1發全壘打。阿格拉的第一次盜壘是在4月21日對費城費城人的比賽中獲得，而這第1次的盜壘是盜本壘。7月2日，阿格拉獲選參加2006年的明星賽，這是大聯盟歷史上第1次球員經由規則五選秀並在新人球季即獲選參加明星賽。9月15日，阿格拉擊出他今年的第25發全壘打，這也打破了Joe Gordon所保持的新人二壘手擊出最多全壘打的紀錄。阿格拉在今年的新人球季繳出27發全壘打90分打點的成績，而獲得運動新聞的新人獎項（Sporting News Rookie of the Year Award）。
2007年球季，阿格拉繳出31發全壘打、88分打點的成績。2008年5月10日面對華盛頓國民的比賽中，阿格拉從對方的先發投手Joel Hanrahan擊出大聯盟生涯的第1個滿貫全壘打。5月25日，阿格拉打破蓋瑞·雪菲爾所創造的隊史在最少的月份（12個月）裡面擊出最多全壘打的新紀錄。6月11日對費城人的比賽中，從Tom Gordon手中擊出職業生涯的第一個再見全壘打（滿貫全壘打）。同年也獲選參加個人生涯第2次的明星賽及首次全壘打大賽。在明星賽進行到第10局時上場，他在這局發生2次失誤，不過沒有讓對手回到本壘得分，之後到第13局他再度發生失誤，這是第1位在明星賽單場比賽裡面發生最多失誤的球員，他總計有3次打擊機會，不過表現不理想，1次三振、1次滾地球出局和2次雙殺打。9月28日，阿格拉在今年球季的最後1場比賽中擊出全壘打。球季結束以後，阿格拉有薪資仲裁的資格，他要求530萬美金，而球隊只願意給440萬美金，最後他獲得勝利。
2009年6月5日，阿格拉成為大聯盟歷史上最快擊出100發全壘打的二壘手（共502場比賽）。2010年1月18日，阿格拉和球隊簽下1年780萬美金的合約。7月31日，他擊出生涯的第144發全壘打。9月13日，他擊出今年球季的第30發全壘打，也成為大聯盟歷史上第1位連續4年球季有此成績的二壘手。

### 亞特蘭大勇士
2010年球季結束以後，阿格拉拒絕球隊提出的4年4800萬美金的合約，而被球隊交易到亞特蘭大勇士，馬林魚從勇士獲得奧馬·英方提及Michael Dunn。2011年1月4日，阿格拉和勇士簽下5年6200萬美金的合約。

## 外部連結
- 球員資訊和成績在MLB ，ESPN ，Retrosheet ，Baseball Reference ，Baseball Reference (Minors) ，Fangraphs ，The Baseball Cube （英文）
- Dan Uggla on the Fish@Bat Florida Marlins Wiki